# Batalla de Baguashan
La Batalla de Baguashan (en chino tradicional, 八卦山戰役), la batalla más grande jamás librada en suelo taiwanés, fue la batalla fundamental de la invasión japonesa de Taiwán.  La batalla, librada el 27 de agosto de 1895 cerca de la ciudad de Changhua en el centro de Taiwán entre el ejército japonés invasor y las fuerzas de la efímera República de Formosa, fue una victoria japonesa decisiva, y condenó a la República de Formosa a una extinción temprana.  La batalla fue una de las pocas ocasiones en las que los formosanos pudieron desplegar artillería contra los japoneses.

## Trasfondo
Tras la captura de Miaoli, el último bastión de Formosa en el norte de Taiwán, el Ejército Imperial Japonés avanzó hacia el sur hasta Changhua, la ciudad más grande del centro de Taiwán y la puerta de entrada al sur. La ciudad estaba rodeada de colinas que ofrecían fuertes posiciones defensivas y estaba protegida por la batería Bagua (八卦 砲台) en las alturas de Baguashan, que estaba a un kilómetro al este de la ciudad. Changhua también estaba defendida por muros, lo que de ninguna manera era habitual en este período. Las rebeliones eran frecuentes en Taiwán, y el gobierno de Qing prefirió mantener las ciudades taiwanesas sin muros..
Las unidades de vanguardia del EIJ llegaron a la margen norte del río Dadu el 25 de agosto e inmediatamente comenzaron los preparativos para cruzar el río. Anticipándose a una confrontación a gran escala, ambas partes intentaron reunir tantas fuerzas y suministros como fuera posible. Sin embargo, debido a las luchas internas, los formosanos solo pudieron reunir alrededor de 5,000 hombres, muchos de los cuales eran restos de unidades de milicias que fueron derrotadas en Miaoli, o reclutas en bruto de Changhua; El presidente Liu Yongfu ignoró las repetidas solicitudes de refuerzo debido a la rivalidad política con Li Jingsong (黎景嵩), el comandante general del norte de Taiwán. Los japoneses reunieron alrededor de 15.000 soldados, con el apoyo de la moderna artillería. El 27 de agosto, el general Príncipe Kitashirakawa Yoshihisa, comandante de las fuerzas japonesas en el área, inspeccionó la línea del frente en el banco para trazar un plan para un asalto a las posiciones de Formosa. Fue descubierto por la guarnición de la batería de Bagua, que abrió fuego contra él y su grupo de personal. El bombardeo inesperado mató a su segundo al mando y lo hirió; Algunas fuentes alegaron que la herida que recibió posteriormente le costó la vida..

## Batalla
Después del anochecer del 27 de agosto, al amparo de la oscuridad, varias unidades japonesas cruzaron el río y se colocaron en posiciones para atacar. Sin darse cuenta del movimiento japonés, los formosanos lanzaron varias redadas contra los japoneses esa noche, pero lograron poco. El ala izquierda japonesa alcanzó con éxito el pie del monte Baguashan sin ser detectado y asaltó la batería al amanecer. A pesar de ser tomados con la guardia baja y superados en número, los formosanos mantuvieron la batería hasta que  Wu Tang-hsing (吳湯興), quien estaba a cargo de la defensa de la batería, fue asesinado, y la guarnición se redujo a varias decenas de soldados. Un contraataque de una unidad de Black Banner fue rechazado, y los formosanos restantes bajo Hsu Hsiang (徐 驤) se vieron obligados a abandonar la batería.
Al mismo tiempo, las unidades de Formosa al mando de Wu Peng-nien (吳 彭 年) se enfrentaron a los japoneses en feroces combates al sur del río. Al enterarse de la pérdida de la batería de Bagua, Wu condujo inmediatamente a sus hombres hacia la batería y se reagrupó con Hsu. Luego contraatacaron a las fuerzas japonesas en el monte Baguashan en un último esfuerzo por desestabilizar la línea japonesa, pero finalmente fueron rechazados con grandes pérdidas. Wu murió cuando su unidad fue rodeada por los japoneses, y Hsu logró escapar con un puñado de hombres.
Después de derrotar a los formosanos, los japoneses bombardearon la ciudad de Changhua, causaron pánico entre los civiles y los soldados de la guarnición, que luego huyeron de la ciudad. Luego, los japoneses tomaron la ciudad sin oposición, y así terminó la batalla más feroz en la historia de Taiwán.

El siguiente relato de la batalla fue dado por James Davidson, quien sirvió como corresponsal de guerra con el ejército japonés durante la campaña.:
Changwha, una ciudad amurallada, está situada a menos de cinco millas del mar, en una llanura apenas por encima de su nivel. Al este se extiende una cadena de colinas, la más alta de las cuales, Hakkezan (Paquasoan), que dominaba toda la llanura, estaba coronada por un fuerte bien construido protegido por cuatro cañones Krupp de último modelo de 12 centímetros, además de un gran número de reliquias misceláneas habituales de la guerra antigua tan querida por los chinos. Hacia el norte, a unos 3.000 metros de distancia, discurría un arroyo de montaña que, con las fuertes lluvias habituales en esta época del año, se había convertido en un río agitado. Fue en las orillas opuestas de este río donde las tropas japonesas y chinas se encontraron el día 27; los japoneses al norte escondidos por campos de caña de azúcar, que cubren el distrito; los chinos del sur protegidos por obras de tierra de cierta importancia, que habían erigido en la orilla del río; mientras que algunas varillas en la parte trasera se erguían formidables parapetos.
Siempre ha sido costumbre vadear el río en un punto en el que era relativamente poco profundo, y fue en este punto cuando los chinos construyeron sus defensas y reunieron una gran parte de sus fuerzas; porque, si es "costumbre blong olo" cruzar en este lugar, los japoneses, según el razonamiento chino, harían lo mismo. Pero los japoneses tienen la reputación de abandonar las viejas costumbres, y así lo hicieron en este caso. El ala derecha, bajo el mando del general de división Ogawa, permaneció en el campo para desviar a los chinos con grandes fogatas, etc .; mientras que el ala izquierda, al mando del mayor general Yamane, bajo la sombra de la oscuridad, cruzó el río con considerable dificultad en un vado previamente descubierto a unos 1.500 metros de distancia. La columna estaba ahora dividida en tres destacamentos. El primer destacamento, bajo el mando del general de división Yamane, avanzó silenciosamente para obtener una posición para atacar la ciudad de Changwha. El segundo destacamento con una batería de cañones de montaña se arrastró a través de la caña de azúcar para cruzar las colinas más bajas y ganar una posición al este del alto fuerte del monte Hakkezan, mientras que el tercero con gran precaución avanzó lenta y silenciosamente hacia la retaguardia. de las tropas chinas que custodiaban el río, y entre ellas y la ciudad.
Toda la fuerza llegó a sus posiciones sin ningún problema y con el enemigo todavía mirando las figuras en movimiento y las numerosas fogatas de los japoneses al otro lado del río. Fue una de las exhibiciones de estrategia más inteligentes realizadas durante toda la guerra. La columna de la derecha cruzó el río antes del amanecer, dejando un destacamento en el campamento para mantener las fogatas; y todos estaban ahora en posición listos para el ataque. Con los primeros rayos de la mañana, los chinos se pusieron en alerta y abrieron fuego con gran bravuconería sobre las tropas señuelo que quedaban al otro lado del río. Esta fue para los japoneses la señal para la acción. Apenas se hubo disipado el humo cuando el destacamento que había ocupado la posición a la retaguardia de los chinos en la ribera del río se abalanzó sobre los insurgentes a toda velocidad. Los chinos, demasiado sorprendidos para hacer alguna defensa, estaban aterrorizados. Saltaron al río, corrieron a derecha e izquierda, incluso a las bayonetas de sus oponentes. Simultáneamente, el segundo destacamento comenzó a subir la colina en la parte trasera del fuerte de Hakkezan. La guarnición sorprendida arrojó un rifle sobre ellos, pero el destacamento no vaciló. Por el contrario, se fijaron bayonetas y se hizo una carga decidida, hasta que entraron en el fuerte, y los chinos desertando los grandes cañones todavía cargados, treparon por los muros y se lanzaron por la ladera en pleno vuelo.
Muchos de los insurgentes en retirada habían huido a la ciudad amurallada de Changwha, aparentemente con la idea de luchar desde las murallas, donde ahora se había reunido una gran fuerza. Pero los japoneses en el fuerte encima de ellos habían presenciado toda la escena y habían disparado las armas de los insurgentes contra la ciudad. Los chinos no habían pensado en esto; pero como un relámpago, su peligro se hizo evidente; y desde una posición de sereno desafío, fueron arrojados a un frenesí de terror, y con una carrera salvaje buscaron escapar a través de la Puerta Sur. Pero para su horrible consternación, encontraron a los japoneses incluso allí; y regresando a la ciudad corrieron chillando y aullando como un ejército enloquecido, disparando contra cualquier cosa que atrajera su atención. Los japoneses sólo habían hecho unos pocos disparos desde el fuerte; y la infantería japonesa luego escaló las murallas y se abalanzó sobre la ciudad en grandes cantidades. La lucha callejera con los valientes presos del pánico duró una hora; pero a las 7 a.m. todo estaba en silencio. Inmediatamente se asignaron destacamentos para perseguir a los insurgentes en retirada, que se habían dirigido hacia Kagi al sur y Lokang (Rokko) al oeste, donde esperaban poder conseguir botes para llevarlos al sur de la isla.

## Secuela
La batalla fue una victoria japonesa impresionante, y los observadores extranjeros elogiaron el coraje y la habilidad con que las tropas japonesas habían capturado tan rápidamente una posición tan fuerte. Para los japoneses, la oportunidad de derrotar a los formosanos en una batalla campal fue bienvenida después de las semanas de lucha de guerrillas que habían experimentado desde el inicio de su marcha hacia el sur desde Taipéi. La batalla puso fin a la resistencia organizada contra los japoneses en el centro de Taiwán y, en última instancia, allanó el camino para el avance japonés final sobre Tainan, el último bastión importante de Formosa. Sin embargo, los japoneses no pudieron seguir su victoria de inmediato. Una severa epidemia de malaria en Changhua a principios de septiembre de 1895 devastó las fuerzas japonesas, matando a más de 2.000 hombres, y los continuos ataques de la guerrilla formosana mantuvieron a los japoneses escasos de suministros. Los japoneses detuvieron temporalmente su avance, y su inacción dio a los formosanos tiempo para reagruparse y organizar una contraofensiva inicialmente exitosa, pero finalmente infructuosa.

## Influencias culturales
En 1965 se descubrió en el lugar de la batalla una fosa común que contenía 679 cadáveres, que se cree que eran de combatientes de Formosa. El sitio es ahora un parque conmemorativo, dedicado a los que murieron en la batalla.
La batalla de Baguashan ha sido descrita recientemente como el clímax de la película 1895 (estrenada en noviembre de 2008), basado en la vida del comandante de la milicia de Formosa, Wu Tang-hsing.
El 6 de mayo de 2006, el círculo de liderazgo del Partido Democrático Progresista propuso la dedicación del 28 de agosto como "Día Conmemorativo de la Resistencia Taiwanesa de Japón," (台灣人民抗日紀念日) así como la inclusión de la batalla en los libros de texto de historia y tener los retratos de figuras destacadas de la batalla impresos en billetes de banco. Esta propuesta, sin embargo, no llegó al Yuan Legislativo.